# Тарасівка (Могилів-Подільський район)
Тара́сівка — село в Україні, у Вендичанській селищній громаді Могилів-Подільського району Вінницької області. Населення становить 340 осіб.

## Географія
Через село тече річка Серебрійка, ліва притока Дністра.

## Історія
7 (20) листопада 1917 року, відповідно до Третього Універсалу Української Центральної Ради, увійшло до складу Української Народної Республіки.
З 24 серпня 1991 року село входить до складу незалежної України.
У 2017 році Український інститут національної пам'яті разом із пошуковцями меморіально-пошукового підприємства «Доля», що при Львівській обласній раді, виявили масове поховання воїнів 2-ї Волинської дивізії УНР в полі між селами Кукавка і Тарасівка Могилів-Подільського району Вінницької області. У забутій могилі виявлено 19 осіб.
12 червня 2020 року, відповідно до Розпорядження Кабінету Міністрів України від № 707-р «Про визначення адміністративних центрів та затвердження територій територіальних громад Вінницької області», увійшло до складу Вендичанської селищної громади.
19 липня 2020 року, в результаті адміністративно-територіальної реформи та ліквідації Могилів-Подільського району (1923 — 2020), село увійшло до складу новоутвореного Могилів-Подільського району.